# Nicolas Bürgy
Nicolas Bürgy (Belp, Bern kanton, 1995. augusztus 7. –) svájci korosztályos válogatott labdarúgó, a dán Viborg hátvédje.

## Pályafutása

### Klubcsapatokban
Bürgy a svájci Belpben született. Az ifjúsági pályafutását a helyi FC Belp csapatában kezdte, majd a Young Boys akadémiájánál folytatta.
2015-ben mutatkozott be a Young Boys első osztályban szereplő felnőtt csapatában. Először 2016. szeptember 10-én, a Luzern ellen 2–1-re megnyert mérkőzés 81. percében Steve von Bergen cseréjeként lépett pályára. 2015 és 2021 között több csapatnál is szerepelt kölcsönben. Játszott például a Wohlen, a Thun, az Aarau, illetve a német SC Paderborn csapatában is. 2022. január 31-én féléves kölcsönszerződést kötött a dán első osztályban érdekelt Viborg együttesével. 2022. február 21-én, a Randers ellen 1–0-ra megnyert bajnokin debütált. Első gólját 2022. március 20-án, az Aarhus ellen 1–1-es döntetlennel zárult mérkőzésen szerezte. 2022. július 1-jén a lehetőséggel élve a Viborghoz szerződött.

### A válogatottban
Bürgy 2014-ben debütált a svájci U20-as válogatottban. Először 2014. október 13-án, Lengyelország ellen 2–1-re elvesztett Nemzetek Kupája-mérkőzés 76. percében Manuel Akanjit váltva lépett pályára.

## Statisztika
2023. március 5. szerint.
| Klub                | Szezon   | Bajnokság        | Bajnokság | Bajnokság | Kupa  | Kupa  | Nemzetközi | Nemzetközi | Összesen | Összesen |
| Klub                | Szezon   | Bajnokság        | Mérk.     | Gólok     | Mérk. | Gólok | Mérk.      | Gólok      | Mérk.    | Gólok    |
| ------------------- | -------- | ---------------- | --------- | --------- | ----- | ----- | ---------- | ---------- | -------- | -------- |
| Wohlen (kölcsönben) | 2015–16  | Challenge League | 26        | 1         | 0     | 0     | 0          | 0          | 26       | 1        |
| Young Boys          | 2016–17  | Super League     | 2         | 0         | 0     | 0     | 0          | 0          | 2        | 0        |
| Young Boys          | 2019–20  | Super League     | 19        | 1         | 3     | 0     | 3          | 0          | 25       | 1        |
| Young Boys          | 2020–21  | Super League     | 4         | 0         | 0     | 0     | 3          | 0          | 7        | 0        |
| Young Boys          | 2021–22  | Super League     | 6         | 0         | 1     | 1     | 2          | 0          | 9        | 1        |
| Young Boys          | Összesen | Összesen         | 31        | 1         | 4     | 1     | 8          | 0          | 43       | 2        |
| Thun (kölcsönben)   | 2016–17  | Super League     | 12        | 1         | 0     | 0     | 0          | 0          | 12       | 1        |
| Thun (kölcsönben)   | 2017–18  | Super League     | 20        | 0         | 2     | 0     | 0          | 0          | 22       | 0        |
| Thun (kölcsönben)   | Összesen | Összesen         | 32        | 1         | 2     | 0     | 0          | 0          | 34       | 1        |
| Aarau (kölcsönben)  | 2018–19  | Challenge League | 29        | 1         | 1     | 0     | 0          | 0          | 30       | 1        |
| Viborg (kölcsönben) | 2021–22  | Danish Superliga | 15        | 2         | 0     | 0     | 0          | 0          | 15       | 2        |
| Viborg              | 2022–23  | Danish Superliga | 20        | 0         | 4     | 1     | 5          | 0          | 29       | 1        |
| Viborg              | Összesen | Összesen         | 35        | 2         | 4     | 1     | 5          | 0          | 44       | 3        |
| Összesen            | Összesen | Összesen         | 153       | 6         | 11    | 2     | 13         | 0          | 177      | 8        |

## Sikerei, díjai
Young Boys
- Super League
  - Bajnok (1): 2019–20
- Svájci Kupa
  - Győztes (1): 2019–20